# Alphonse Higelin
Alphonse Higelin (ur. 26 kwietnia 1897 w Miluzie, zm. 21 czerwca 1981 tamże) – francuski gimnastyk, medalista olimpijski z Paryża i Antwerpii.